# Clonaria rubrotaeniatus
Clonaria rubrotaeniatus är en insektsart som först beskrevs av Günther 1956.  Clonaria rubrotaeniatus ingår i släktet Clonaria och familjen Diapheromeridae. Inga underarter finns listade i Catalogue of Life.